# داون سايمور
داون سايمور (بالإنجليزية: Dawn Seymour)‏ هي طيارة أمريكية، ولدت في 1 يوليو 1917 في روتشستر في الولايات المتحدة، وتوفيت في 18 يوليو 2017 في South Bristol, New York ‏ في الولايات المتحدة.